# Plaque d'immatriculation comorienne
 (février 2025).
Si vous disposez d'ouvrages ou d'articles de référence ou si vous connaissez des sites web de qualité traitant du thème abordé ici, merci de compléter l'article en donnant les références utiles à sa vérifiabilité et en les liant à la section « Notes et références ».

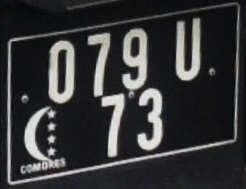
Plaque d'immatriculation comorienne (vue arrière).

Les plaques d'immatriculations comoriennes sont entreposées aux Comores,. La fabrication de plaques d'immatriculation comoriennes a débuté en 1978 en Afrique.